# Carcinoma de células pequenas
O carcinoma de pequenas células, carcinoma microcítico ou carcinoma de células tipo grão de aveia (oat-cells carcinoma)) é um tipo de câncer muito agressivo que ocorre, com maior frequência, nos pulmões, embora, ocasionalmente, também possa surgir em outras partes do corpo, como no colo do útero, na próstata, e no trato gastrointestinal.

Gráfico mostrando a incidência do câncer de pulmão de pequenas células (em vermelho, à direita), comparada à de outros tipos de câncer de pulmão, com as frações de fumantes versus não-fumantes para cada tipo.

## Tipos
- Carcinoma de pulmão de células pequenas: Em inglês é conhecido como "carcinoma de células tipo grão de aveia (oat-cell carcinoma), por sua aparência ao microscópio. Crescem rapidamente e na maioria dos casos (67 a 75%) já se espalhou para outros órgãos no momento do diagnóstico. Representam 16% dos cânceres de pulmão.[5]
- Carcinoma de células pequenas combinado: Além do carcinoma de células pequenas pode ser visto um outro tipo carcinoma simultâneo (adenocarcinoma, carcinoma de células grandes ou carcinoma de células escamosas). O prognóstico é pior, pois é mais difícil tratar dois cânceres simultaneamente.
- Carcinoma de células pequenas extrapulmonar: "Extra" nesse caso tem sentido de fora dos pulmões. Podem afetar aparato genital feminino (26% dos casos), tubo gastrointestinal (23% dos casos), vias urinárias (19%), cabeça e pescoço (16%) ou ter outra origem (4%). Em 13% dos casos, diagnosticaram uma metástase com origem desconhecida.[6]

## Causas
Os fatores que aumentam o risco de desenvolver o câncer de pulmão de pequenas células incluem:
- Tabagismo ativo ou fumo passivo e poluição do ar (principal);
- Histórico familiar de câncer de pulmão;
- Radiação ionizante, por exemplo radioterapia;
- Exposição prolongada a amianto, cromo, níquel, radônio, asbestos, arsênico, fuligem ou alcatrão;
- Vírus da imunodeficiência humana (HIV);
- Usar suplementos de betacaroteno.

## Histopatologia
O carcinoma de pequenas células é uma neoplasia indiferenciada composta de células aparentemente primitivas.
Como o nome indica, o carcinoma de pequenas células é composto por células menores do que o normal, com pouco espaço para citoplasma. Alguns pesquisadores identificam isso como uma falha do mecanismo que controla o tamanho das células.

## Sinais e sintomas
Alguns dos possíveis sintomas incluem:
- Dor no peito;
- Dificuldade para respirar ou para engolir;
- Tosse seca persistente;
- Perda de apetite e/ou peso;
- Cansaço;
- Ruído ao respirar;
- Subnutrição;
- Tosse com sangue (incomum);
- Mudança na voz (incomum);
- Síndromes paraneoplásicas;

Em um número significante de casos, o carcinoma de pequenas células pode produzir hormônios ectópicos, incluindo o hormônio adrenocorticotrópico (ACTH) e o hormônio antidiurético (ADH). A produção ectópica de grandes quantidades de ADH leva à síndrome de secreção inapropriada de hormônio antidiurético (SIADH). A síndrome miastênica de Lambert-Eaton é uma condição paraneoplásica bem conhecida ligada ao carcinoma de pequenas células.

## Tratamento
Dificilmente curável o tratamento tem como objetivo prolongar a sobrevida (em média 2 anos) e melhorar a qualidade de vida. A sobrevivência é de apenas 20% após 5 anos do diagnóstico. Em mais de 80% dos casos o mais eficiente é usar quimioterapia combinando cisplatina com dois outros quimioterápicos: etoposídeo, vincristina, doxorrubicina ou ciclofosfamida. Esses medicamentos são injetados a cada 3 semanas em 4 a 6 sessões, que pode ser associada com radioterapia a partir da 4ª sessão. Em menos de 5% dos casos a cirurgia é útil, pois quase sempre o câncer de células pequenas já se espalhou antes do diagnostico. Se o câncer não responder a quimioterapia ou reaparece em menos de 6 meses o prognóstico é extremamente ruim, e provavelmente não responderá a outros tratamentos.